# Lesní kostel Zakámen

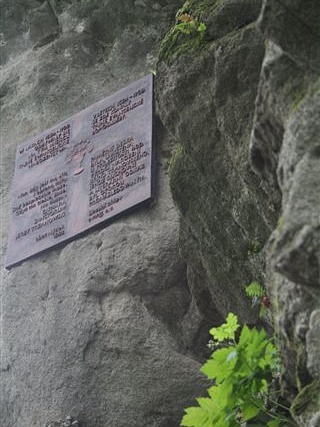
Pamětní deska Jiřího Třanovského

Lesní kostel Zakámen (také znám jako památník Jiřího Třanovského) je památník v místě tajných evangelických bohoslužeb, které se konaly v době protireformace a náboženské nesvobody. Skála s pamětní deskou (740 m n. m.) se nachází v lokalitě zvané Zakámen na jihozápadním svahu Velké Čantoryje (995 m n. m.), v obci Nýdek v  Moravskoslezském kraji v Slezských Beskydech.

## Historie
Pamětní deska na skále připomíná tajnou lesní kazatelnu, kde se v 17. století, v době protireformace po bitvě na Bílé hoře, scházeli pronásledovaní evangelíci z širokého okolí Těšínska. Památník nese jméno Jiřího Třanovského (1592–1637), evangelického faráře a spisovatele, pocházejícího z Těšína.
V roce 1654 tzv. náboženská komise na příkaz císaře Ferdinanda III. odebrala evangelíkům z Těšínského Slezska všechny kostely. Místní evangelické obyvatelstvo, pamatující ještě skončenou třicetiletou válku, nekladlo odpor. Místní evangelíci, kteří se nemohli shromažďovat v kostelech, využívali služeb kazatelů, kteří do těchto oblastí tajně přicházeli především z Horních Uher, ale také z Dolního Slezska a Polského království. Bohoslužby se konaly na odlehlých místech, hlavně v horách. Takových míst bylo mnoho a často se měnila, aby se předešlo represím. Díky ústním tradicím se dochovala vzpomínka na devět takových míst nacházejících se v horách v Slezských Beskydech. V polské části jich je šest a na české straně tři. Až od roku 1781, díky vydání tolerančního patentu, se mohli evangelíci, do té doby pronásledovaní, svobodně hlásit ke své víře.

## Dostupnost
Trasa je totožná s naučnou stezkou Rytířská z obce Nýdek. Od samotné stezky vede asi 100m odbočka ke skále.
- Po  červené turistické značce z Nýdku,
- Po  žluté a  červené turistické značce z vrcholu Velké Čantoryje.